# سالبادور أرانغو
سالبادور أرانغو (بالإسبانية: Salvador Arango) هو نحات كولومبي، ولد في 16 مارس 1944 في إيتاغوي في كولومبيا.